# 남포역 (보령)
남포역(Nampo station, 藍浦驛)은 장항선의 철도역이며, 과거 남포선이 분기하던 역이기도 하다. 모든 여객 열차가 정차하지 않고 통과한다. 남포선 운행 당시에는 인근 보령탄전에서 생산하는 무연탄을 전국 각지로 발송하는 역할을 하였다.

## 연혁
- 1929년 12월 1일 : 보통역으로 영업 개시[1]
- 1950년 11월 10일 : 배치간이역으로 격하
- 1964년 12월 31일 : 보통역으로 승격[2]
- 1965년 6월 1일 : 남포선 남포~옥마 구간 영업 개시
- 1977년 5월 16일 : 소화물 취급 중지[3]
- 1986년 1월 15일 : 무연탄 화물취급역 지정[4]
- 1998년 12월 1일 : 장항선 전구간 비둘기호 운행중단
- 2001년 5월 25일 : 전산승차권 발매개시
- 2004년 4월 1일 : 장항선 통일호 운행중단
- 2004년 9월 1일 : 화물취급 중지[5]
- 2007년 6월 1일 : 여객 취급 중지
- 2007년 12월 21일 : 무배치간이역으로 격하, 선로 개량과 함께 역사 신축
- 2009년 10월 31일 : 화물 취급 중지[6]
- 2009년 12월 28일 : 남포선 폐지[7]